# Głudna
Głudna – wieś sołecka w Polsce położona w województwie mazowieckim, w powiecie grójeckim, w gminie Błędów.
| SIMC    | Nazwa          | Rodzaj    |
| ------- | -------------- | --------- |
| 0614877 | Cesinów-Głudna | część wsi |

W latach 1975–1998 miejscowość administracyjnie należała do województwa radomskiego.
Znajduje się tutaj dwór z początku XX wieku.
Przez wieś przebiega droga wojewódzka nr 725